# 일본항공 (지주회사)
주식회사 일본항공(일본어: 株式会社日本航空 정식으로는 니폰코쿠, 일반적으로는 니혼코쿠[*], Japan Airlines Corporation, 영문 약칭 JAL)은 일본 도쿄도 시나가와구에 본사를 두고 있는 지주회사였으나 2010년 2월 20일 상장폐지되고 2010년 12월 일본항공인터내셔널에 흡수 합병되면서 해산하였다.
산하 항공회사와는 달리 주식회사 일본항공 자신은 특수회사이기 때문에 항공회사 코드나 무선호출명칭 등을 가지고 있지 않았다.

## 연혁
- 2002년 10월 2일

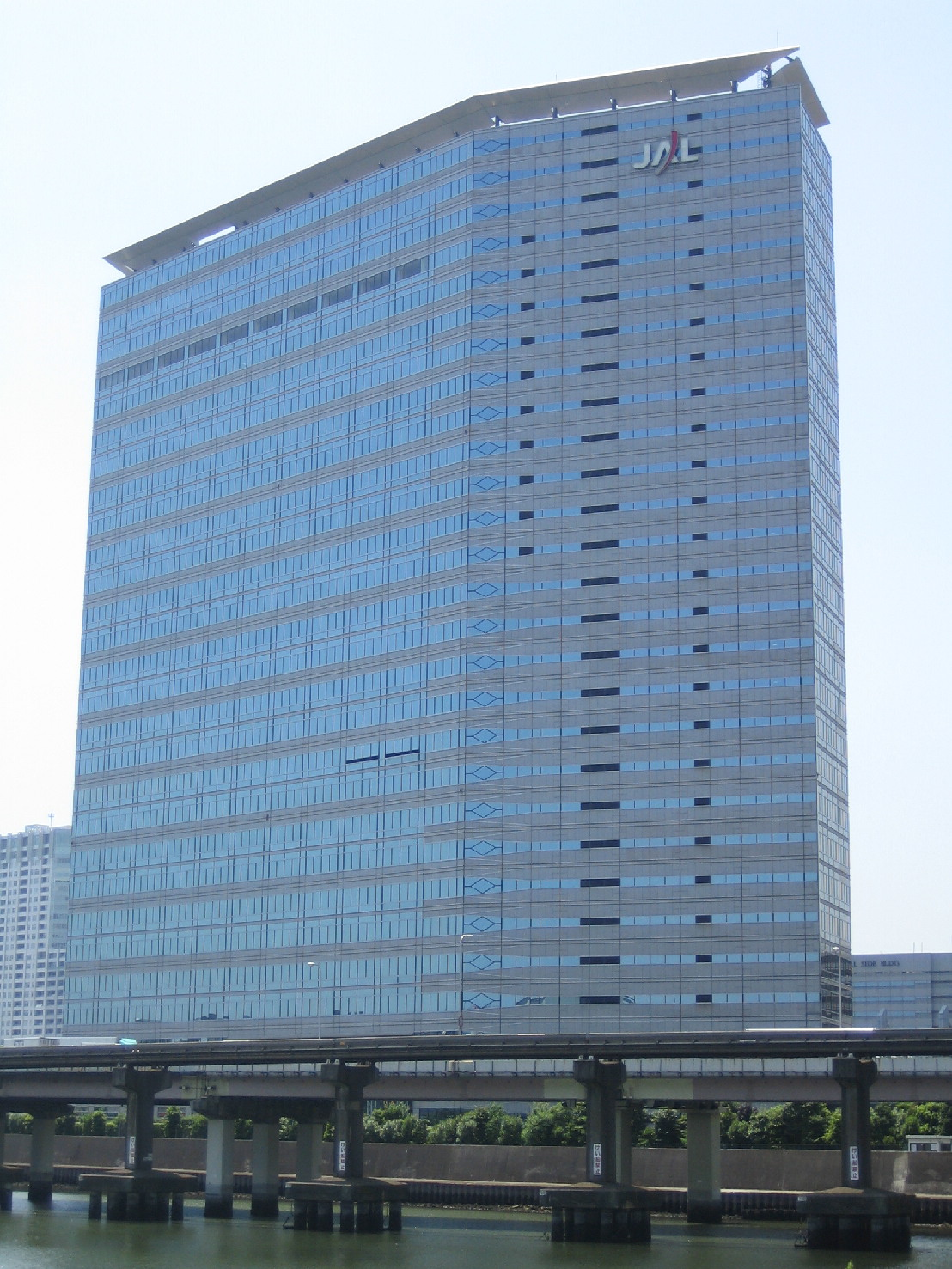
일본항공 본사가 있는 JAL 빌딩, 도쿄 도 시나가와 구

  - 일본항공주식회사 ( 현 일본항공인터내셔널, 이하 같음) 및 주식회사 재팬 에어 시스템의 주식 이전으로 주식회사 일본항공 시스템즈(JALS)를 설립함.
- 2003년 4월 1일
  - 흡수 분할에 의해 일본항공 주식회사에서 주식회사 JAL 세일즈 및 주식회사 JAL 캐피탈의 관리 영업을 계승하여, 두 회사를 완전 자회사로 만듦.
- 2004년 4월 1일
  - 그룹 산하 회사인 일본항공 주식회사, 주식회사 일본에어 시스템스를 각각 주식회사 일본항공 인터내셔날, 주식회사 일본항공 재팬으로 상호변경함.
  - 일본 아시아 항공(JAA)과 주식교환을 하여, 이 회사를 완전 자회사로 만듦.
- 2004년 6월 26일
  - JALS가 주식회사 일본항공으로 상호변경함.
- 2004년 12월 1일
  - 경영합리화를 위해, JAL 그룹 본사 빌딩을 노무라 부동산 그룹 2회사에 부동산 증권화시켜 매각함. 노무라 부동산과 일본항공 인터내셔날 명의로 10년간 해약금지 조약이 붙은 임대계약을 체결함.
- 2005년 3월 31일
  - 그룹 산하 회사인 할리퀸 항공(HLQ)의 모든 항공 운송 사업을 종료함.
- 2005년 10월 25일
  - JAL 그룹은 국제적인 항공연합인 '원월드'에 가맹하기로 방침을 결정함.
  - JAL 그룹은 '원월드'와의 얼라이언스 참가를 지향하여 각서를 체결함.
- 2006년 4월 1일
  - 일본항공 인터내셔날은, JAL 세일즈가 총괄하고 있던 항공권 예약, 발권 업무를 JAL 세일즈로부터 이관함. 이로써 JAL 세일즈는 순수한 여행대리점이 됨.
- 2006년 6월 4일
  - 일본항공이 '원월드' 가맹을 위한 초청장을 수리, 조인함.
- 2006년 10월 1일
  - 산하 회사인 일본항공 인터네셔널이 재팬 에어 시스템 흡수 통합함. 이로써 재팬 에어 시스템은 소멸됨.
- 2007년 2월 22일
  - JAL그룹은, 신형 소형기로 엠브라에르 (브라질)의 'ERJ-170'의 도입방침을 결정함. 확정된 10기 및 옵션 5기의 구입 계약을 2007년 봄 경에 체결하여, 2008년 중순에 우선 J-에어(J-AIR)가 운행중인 노선으로의 투입을 예정하고 있음.
- 2007년 4월 1일
  - JAL 그룹이 '원월드'에 정식가맹함. 서비스 개시함.
- 2010년 2월 20일
  - 상장폐지
- 2010년 12월 1일
  - 일본항공인터내셔널 흡수 합병 해산

## 계열 회사

### 항공사업자
JAL 그룹은 그룹전체의 매출액이 항공업계에서 세계 3위로서, 거대항공 그룹(메가캐리어)이다.
구성 기업을 보면, 현재는 주식회사 일본항공(지주회사) 직접 관련된 자회사 (JAL, JLJ도 포함), 옛 일본항공 인터내셔널과 관련된 자회사, 옛 일본항공 재팬과 관련된 자회사로 크게 세 그룹으로 나뉘어 있어, 실질적으로 옛 회사의 체제를 그대로 이어오면서 'JAL 그룹'으로서 사업을 진행하고 있다. (여기서 '옛'은 일본항공 재팬이 동아국내항공(東亜国内航空)이었던 시절까지 거슬러 올라간다) 그러나 이런 형태가 최근의 일련 안전 관련 사고의 요인의 하나라고 여겨져, 주요 기업들을 전부 일본항공이 직접 연계하는 자회사로 하는 그룹의 조직개혁을 통해 그룹으로써의 경영지배관계를 명확히 하려는 작업을 진행하고 있다.
- 일본항공 인터내셔널(JAL)
- 일본 트랜스오션 항공(JTA)
- JAL 익스프레스(JEX)
- 일본 아시아 항공(JAA)
- JAL 웨이즈(JAZ)
- J-에어(J-AIR): ( '운송의 공동인수'정책으로 전 편을 JAL 편으로 운항, 법인명으로 표기할 때는 대외적으로 J-에어를 사용함.)
- 일본 에어 커뮤터(JAC) ※
- 홋카이도 에어 시스템(HAC)※
- 류큐 에어 커뮤터(RAC) ※

참고: 일본항공 시스템이 발족되었을 당시에는, 화물 사업 (국내외 전부)을 '일본항공 카고'로 분사할 계획이었으나, 항공협정으로 인해 일본항공 인터내셔널의 사업이 되었다.
참고: JAL 그룹은 2007년 4월 1일에 국제항공연합(앨리언스) '원월드'에 가맹하였으나, ※표시가 붙은 항공회사는 경영시책에 따라 가입하지 않았다.

### 그 외의 기업
- JALUX (상사) (일본어)
- JAL 브랜드 커뮤니케이션 (JAL의 웹 시스템 개발, 선전, 광고, 출판) (일본어)
- JAL 그랜드 서비스 (기체 정비나 공항에서의 지상업무, 옛 회사명은 AGS) (일본어)
- JAL 홀딩즈 (호텔 운영)
- 티 에프 케이 (TFK, 기내식) (일본어)
- JAL 로얄 케이터링 (기내식)
- JAL 스카이 서비스 (공항 카운터 업무)
- JAL 스카이 도쿄
- JAL 웨이브 (항공 업무) (일본어)
- JAL 항공기 정비 나리타 (JALNAM, 항공기 정비)
- JAL 항공기 정비 도쿄 (JALTAM, 항공기 정비)
- 닛토 항공 정비(NTM, 항공기 정비)
- JAL 로지스틱스(자동차 운송 취급사업, 창고업, 통관업)
- JAL 카드 (신용카드 사업) (일본어)
- JAL 비지니스 (인재 파견, 소개 업무) (일본어)
- 쟈르 뱅크 (해외 여행 기획 및 운영)
- 쟈르 투어즈 (일본 국내 여행의 기획 및 운영）
- 쟈르 트레블 (JAL을 이용하는 개인, 단체 여행 및 외국인 여행 모집)
- 쟈르 세일즈 (여행대리업, 당초에는 JAL 그룹의 항공권 예약 및 발권업무를 포함한 종합 상품판매가 주된 업무였으나, 그룹 재편으로 인해 항공권의 취급은 일본항공 인터내셔날로 이관되어, 쟈르 세일즈는 순수한 여행대리점이 되었다.)
- JAL 인포텍 (일본 IBM 자회사, IT 시스템 개발 운용) (일본어)
- JAL 테크노 서비스 (소방설비, 환경관리) (일본어)
- 제이 에스 에스 (JSS, 경비업) (일본어)

한편, 일본항공 고등학교 등을 운영하는 일본항공학원과는 자본 및 인적관계는 없다.

## 주주 현황
2007년 3월 말 현재, 주요 주주로는 도쿄 급행 전철이 있다. 이는 구 일본 에어시스템스의 모회사였기 연유가 있다. 개인 주주로는 일본항공의 이그제큐티브 어드바이저이기도 한 실업가 이토야마 에이타로(糸山英太郎) 등이 있다. 그 외에 도쿄해상 닛토화재 등이 있다.
2006년 6월 말 시점으로, 미국의 해외금융 그룹인 모건 스탠리 증권 그룹이, 일본항공의 발행된 주가의 5.78%를 확보하여 대주주로 있었다. 대량보유보고서에는 필린 주식 등의 증권업무와 관련해 일시적으로 보유했었다고 기재. 순 투자분은 0.05%임.

## 같이 보기
- 원월드